# Here She Comes Now/Venus in Furs
„Here She Comes Now/Venus in Furs“ je singl amerických rockových skupin Nirvana a Melvins. Deska byla nahrána v roce 1990 a zahrnuje skladby „Here She Comes Now“, kterou hraje Nirvana, a „Venus in Furs“ v podání Melvins. Obě skladby jsou původně od The Velvet Underground.